# Jeff Linkenbach
Jeffrey Scott Linkenbach II  (* 9. června 1987 v Sandusky, stát Ohio) je hráč amerického fotbalu nastupující na pozici Guarda nebo Offensive tackla za tým Miami Dolphins v National Football League. Vysokoškolský fotbal hrál za Margaretta High School ve městě Castalia, univerzitní za University of Cincinnati, a po Draftu NFL 2010, kdy si ho nevybral žádný tým, podepsal smlouvu s týmem Indianapolis Colts.

## Vysoká škola
Linkenbach navštěvoval Margaretta High School ve městě Castalia v Ohiu a poté přestoupil na University of Cincinnati kde vystudoval obor Finance. Jako nováček získává pozici Offensive tackla, udrží si ji celé tři sezóny a během této doby nastoupí v 50 zápasech. V sezóně 2009 nastoupí do 13 utkání, ve kterých pomůže týmu ke skórování 502 bodů, naběhání 1 803 yardů a skórování 23 touchdownů.

## Profesionální kariéra

### Indianapolis Colts
Linkenbach poté, co nebyl vybrán v Draftu NFL 2010, podepsal 30. dubna 2010 jako volný hráč smlouvu s Indianapolis Colts. V prvním zápase nové sezóny 2010 zaznamenává debut v NFL proti Denveru Broncos a následně nastoupí do všech zápasů základní části, z toho čtyřikrát jako startující hráč (třikrát pravý Guard, jednou levý Offensive tackle). Je součástí Offensive line, která umožní soupeřům pouze 16 sacků (1. v NFL) a pomůže ofenzívě Colts k překonání hranice 5 000 získaných yardů za sezónu. V následující sezóně získává pozici startujícího Tackla, z toho čtyřikrát levého a dvanáctkrát pravého, a odehraje všechna utkání základní části i play-off. To zopakuje i v sezóně 2012, i když pozici startujícího hráče zastává pouze v osmi případech.

### Kansas City Chiefs
Nejslabším článkem ofenzívy Colts je v sezóně 2013 offensive line a Linkenbach je jedním z jejich členů, který je po sezóně propuštěn. Odchází tedy ke Kansas City Chiefs, kde odehraje všech šestnáct zápasů základní části, z toho tři poslední jako startující pravý Guard.